# Ptyssiglottis debilis
Ptyssiglottis debilis är en akantusväxtart som beskrevs av Spencer Le Marchant Moore. Ptyssiglottis debilis ingår i släktet Ptyssiglottis och familjen akantusväxter. Inga underarter finns listade i Catalogue of Life.